# Jacek Ziober
Jacek Ziober (Łódź, 18 november 1965) is een voormalig profvoetballer uit Polen, die zijn actieve carrière in 1998 beëindigde bij Tampa Bay Mutiny in de Verenigde Staten. Nadien stapte hij het trainersvak in. Ziober geeft leiding aan het Poolse strandvoetbalteam.

## Clubcarrière
Ziober speelde als aanvaller acht seizoenen voor ŁKS Łódź, voordat hij in 1990 naar het buitenland vertrok. Hij speelde in Frankrijk, Spanje en de Verenigde Staten, waar hij zijn loopbaan in 1998 beëindigde.

## Interlandcarrière
Ziober kwam in totaal 46 keer (acht doelpunten) uit voor de nationale ploeg van Polen in de periode 1988–1993. Hij maakte zijn debuut op 23 maart 1988 in de vriendschappelijke uitwedstrijd tegen Noord-Ierland (1-1). Hij moest in dat duel na 69 minuten plaatsmaken voor Jarosław Araszkiewicz. Ziober speelde zijn 46ste en laatste interland op 27 oktober 1993, toen hij in de 55ste minuut als invaller mocht opdraven voor Wojciech Kowalczyk in het WK-kwalificatieduel tegen Turkije (2-1).
| Interlanddoelpunten | Interlanddoelpunten | Interlanddoelpunten | Interlanddoelpunten      | Interlanddoelpunten | Interlanddoelpunten | Interlanddoelpunten | Interlanddoelpunten |
| #                   | Datum               | Locatie             | Wedstrijd                | Goal                | Score               | Uitslag             | Type                |
| ------------------- | ------------------- | ------------------- | ------------------------ | ------------------- | ------------------- | ------------------- | ------------------- |
| 1.                  | 05/09/1989          | Warschau            | Polen – Griekenland      | 43'                 | 3 – 0               | 3 – 0               | Oefeninterland      |
| 2.                  | 15/11/1989          | Tirana              | Albanië – Polen          | 85'                 | 1 – 2               | 1 – 2               | WK-kwalificatie     |
| 3.                  | 02/02/1990          | Teheran             | Iran – Polen             | 19' (pk)            | 0 – 1               | 0 – 2               | Oefeninterland      |
| 4.                  | 02/02/1990          | Teheran             | Iran – Polen             | 56'                 | 0 – 2               | 0 – 2               | Oefeninterland      |
| 5.                  | 09/05/1990          | Hershey             | Verenigde Staten – Polen | 27'                 | 0 – 1               | 3 – 1               | Oefeninterland      |
| 6.                  | 06/06/1990          | Brussel             | België – Polen           | 16'                 | 0 – 1               | 1 – 1               | Oefeninterland      |
| 7.                  | 10/10/1990          | Warschau            | Polen – Verenigde Staten | 61'                 | 2 – 3               | 2 – 3               | Oefeninterland      |
| 8.                  | 11/09/1991          | Eindhoven           | Nederland – Polen        | 87'                 | 0 – 1               | 1 – 1               | Oefeninterland      |

## Erelijst
ŁKS Łódź /  Montpellier HSC
- Pools voetballer van het jaar

1990